# Тюлебеков Касим Хажибайович
Касим Хажибайович Тюлебеков (31 жовтня 1935, місто Петропавловськ, тепер Північноказахстанської області, Казахстан — 3 вересня 2014, місто Алмати, Казахстан) — радянський державний діяч, 1-й секретар Алма-Атинського і Чимкентського обласних комітетів КП Казахстану. Депутат Верховної ради Казахської РСР 10—11-го скликань. Депутат Верховної Ради СРСР 11-го скликання (1987—1989). Народний депутат СРСР (1989—1991). Герой Соціалістичної Праці (19.02.1981). 

## Життєпис
З 1957 по 1958 рік служив у Радянській армії.
У 1960 році закінчив Алма-Атинський зооветеринарний інститут, вчений-зоотехнік.
У 1960—1966 роках — зоотехнік-селекціонер радгоспу «Октябрський» Сергеєвського району Північно-Казахстанської області, головний зоотехнік радгоспу «Миролюбівський» Пресновського району Північно-Казахстанської області. У 1966 році — головний зоотехнік Пресновського районного управління сільського господарства Північно-Казахстанської області.
У 1966—1969 роках — головний зоотехнік Північно-Казахстанського обласного управління сільського господарства.
Член КПРС з 1967 року.
У 1969—1970 роках — начальник відділу тваринництва — заступник начальника Північно-Казахстанського обласного управління сільського господарства.
У 1970—1973 роках — голова виконавчого комітету Бішкульської районної ради депутатів трудящих Північно-Казахстанської області.
У 1973—1981 роках — 1-й секретар Булаєвського районного комітету КП Казахстану Північно-Казахстанської області.
Указом Президії Верховної Ради СРСР від 19 лютого 1981 року «за видатні успіхи, досягнуті у виконанні планів та соціалістичних зобов'язань з продажу державі в 1980 році мільярда пудів зерна та перевиконання планів десятої п'ятирічки з виробництва та закупівлі хліба та інших сільськогосподарських продуктів» Касиму Тюлебекову присвоєно звання Героя Соціалістичної Праці з врученням ордена Леніна і золотої медалі «Серп і Молот».
У 1981—1985 роках — 2-й секретар Кустанайського обласного комітету КП Казахстану.
У 1984 році закінчив заочно Алма-Атинську Вищу партійну школу при ЦК КП Казахстану.
У 1985 — травні 1987 року — голова виконавчого комітету Кустанайської обласної ради народних депутатів.
16 травня 1987 — 25 листопада 1988 року — 1-й секретар Чимкентського обласного комітету КП Казахстану.
У листопаді 1988 — 7 вересня 1991 року — 1-й секретар Алма-Атинського обласного комітету КП Казахстану.
Одночасно, в березні 1990 — вересні 1991 року — голова Алма-Атинської обласної ради народних депутатів.
У вересні 1991 — лютому 1994 року — 1-й заступник міністра сільського господарства Республіки Казахстан.
З лютого 1994 року — на пенсії.
Помер 3 вересня 2014 року в місті Алмати.

## Нагороди і звання
- Герой Соціалістичної Праці (19.02.1981)
- два ордени Леніна (3.03.1980; 19.02.1981)
- орден Жовтневої Революції (24.12.1976)
- два ордени Трудового Червоного Прапора (27.08.1971; 10.12.1973)
- орден «Знак Пошани»
- орден Дружби народів
- медалі
- Почесна грамота Верховної ради Казахської РСР